# Hohenstein (Assia)
Hohenstein è un comune tedesco di 6 235 abitanti situato nel land dell'Assia.